# Spýros Kyprianoú
Spýros Kyprianoú  (en grec: Σπύρος Κυπριανού), né le 28 octobre 1932 à Limassol et mort le 12 mars 2002 à Nicosie, est un avocat et homme d'État chypriote. Il est président de la république de Chypre du 3 août 1977 au 28 février 1988.

## Biographie
Il étudie le droit et l’économie à Londres, où il travaille également pour une organisation chypriote qui informe le public britannique de la situation à Chypre, à partir de 1955. À cause de cette activité, Kyprianou est expulsé de Grande-Bretagne. 
Entre 1960 et 1972, il est ministre des Affaires étrangères de Chypre. 
En 1976, il fonde le Parti démocratique, avec lequel il gagne les élections législatives la même année et est élu président du Chambre des représentants le 20 septembre. 
Le 3 août 1977, après la mort de l’archevêque Makarios, Kyprianou, en sa qualité de président du Parlement, assure l'intérim comme président de la République avant d'être confirmé comme président en titre le 31 août suivant pour achever le mandat en cours. Seul candidat pour l'élection présidentielle, il est reconduit sans vote le 26 janvier 1978. Il est réélu dès le premier tour lors de l'élection du 13 février 1983 en obtenant 55,5 % des voix face à Glafcos Cleridès et Vassos Lyssaridis.
Candidat à un troisième mandat, il est éliminé lors de l'élection du 14 février 1988 en ne terminant qu'à la troisième place du scrutin, qui verra la victoire au second tour de Georges Vassiliou.
Il exerce une seconde fois la présidence de la Chambre des représentants entre 1996 et 2001.
Il était marié et père de deux fils, dont le second, Márkos Kyprianoú, est aussi homme politique. 
Il meurt le 12 mars 2002, à Nicosie à la suite d’un cancer. Son épouse Mimi meurt en 2021.